# Cixius furva
Cixius furva är en insektsart som beskrevs av Tsaur 1991. Cixius furva ingår i släktet Cixius och familjen kilstritar. Inga underarter finns listade i Catalogue of Life.